# Domsjö Fabriker

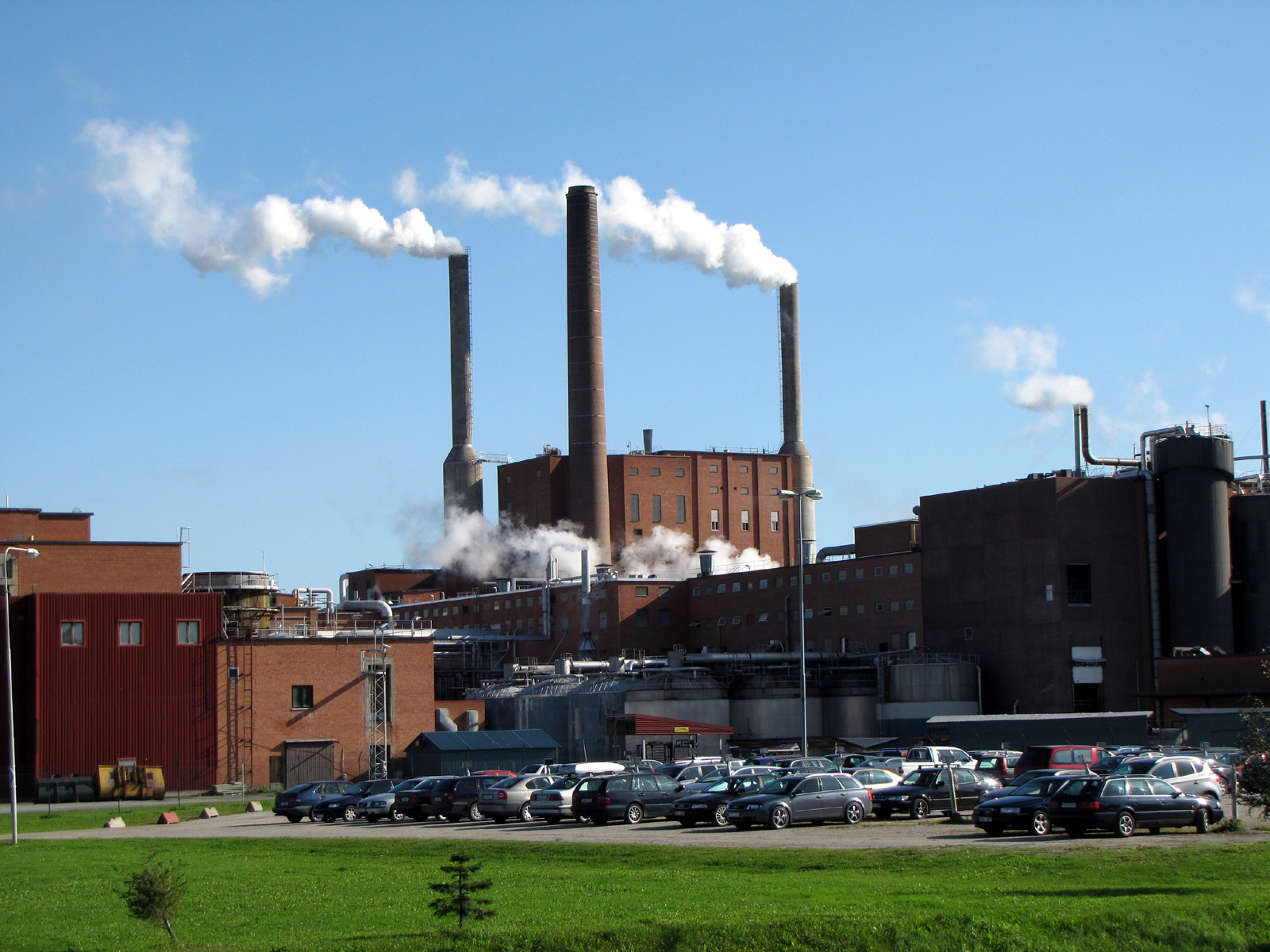
Domsjö Fabriker

Domsjö Fabriker är ett bioraffinaderi i Alfredshem i Örnsköldsvik som förädlar virkesråvara till specialcellulosa, lignin och etanol. Bioraffinaderiet har sitt ursprung i den sulfitmassafabrik som startades 1903 av Frans Kempes Mo och Domsjö AB. Fabriken förädlar skogsråvara till produkter med utpräglad miljöprofil. Huvudprodukterna är specialcellulosa, lignin och bioetanol. Fabriken hade 2016 cirka 350 anställda. Därutöver fanns 15 anställda i det baltiska dotterbolaget Domse Latvija.
Fabriken är idag en del av ett industrikonglomerat och har under de senaste decennierna genomgått omfattande utvidgningar och moderniseringar.

## Domsjö sulfitfabrik

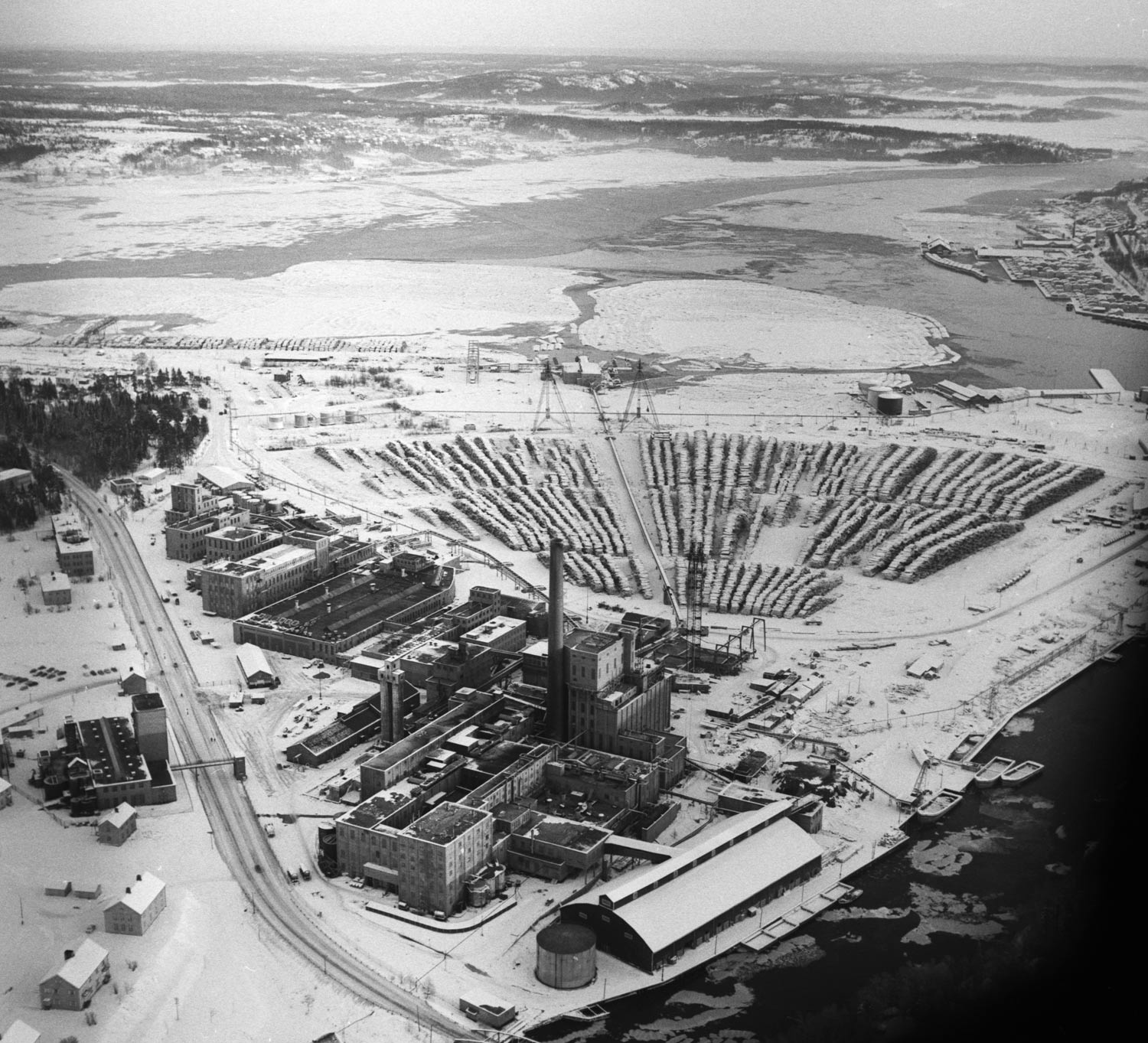
Domsjö sulfitfabrik omkring 1957. Då lagrades råvaran fortfarande som timmer, inte som flis.

Mo och Domsjö AB köpte 1899 området Alfredshem på norra sidan vid Moälvens mynning där det tidigare funnits en ångsåg. Året därpå förvärvade bolaget ytterligare mark i Hörnetts by. Hela området överfördes 1902 till det nybildade bolaget Sulfit AB Mo och Domsjö. Anläggandet av en sulfitfabrik påbörjades omedelbart, och i slutet av 1903 kunde fabriken tas i drift. Den kallades för Domsjö sulfitfabrik, eftersom den ursprungligen skulle ha placerats i anslutning till bolagets sågverk i det närbelägna Domsjö.
Under perioden från 1936 till början av 1960 kompletterades sulfitfabriken med en klorfabrik, etanolfabrik, kloratfabrik samt en omfattande kemisk tillverkning. En CTMP-fabrik (Domsjö Klor AB) var i drift åren 1985–1991.  
En biologisk reningsanläggning byggdes 1985 och har därefter utvecklats i flera steg. Bakterier bryter här ner det återstående organiska materialet till bland annat biogas och anläggningen är idag landets största biogasproducent. Biogasen tas tillvara och används som energikälla vid torkningen av lignin och generering av ånga.
Vid fabriken började man 1991 bleka till högsta ljushet helt utan klor, vilket man då var bland de första i världen att göra. Idag sker blekningen med enbart väteperoxid i ett slutet blekeri varifrån inga utsläpp sker. 
Fabriken ingick i MoDo-koncernen fram till 1999 då fabriken såldes till ett privat konsortium och bolaget Domsjö Fabriker AB bildades.

## Domsjö Fabriker AB
2000-talet har präglats av intensiv utveckling och det traditionella massabruket har utvecklats till ett modernt bioraffinaderi. Genom betydande investeringar har produktionskapaciteten höjts från 6 000 ton/år 1903 till dagens cirka 200 000 ton/år och nya produkter har utvecklats. Bioraffinaderiets produkter exporteras över hela världen. Dissolvingmassa används i vitt skilda konsumentnära produkter. Det största användningsområdet är i viskostyger där den utgör ett alternativ till bomull. Specialcellulosan återfinns också i läkemedelstabletter och som konsistensgivare i livsmedel. Sedan en tid tillbaka återfinns även cellulosan i ett värmebeständigt tyg i NASA:s rymdfärja. 
Ligninet används huvudsakligen i tillsatsmedel i betong. Därmed utnyttjas cementen effektivare och användningen minskar CO2-belastningen på miljön. 
Bioetanolen används i företrädesvis som råvara för ”gröna kemikalier” men även till fordonsbränsle. Den så kallade andra generationens etanol har producerats på Domsjö Fabrikers lutar sedan 1940.
Domsjö Fabriker har två intressebolag; råvarubolaget Domsjö Fiber samt forskningsbolaget MoRe Research. 
Den 19 april 2011 meddelades att bolaget köpts av indiska Aditya Birla Group för 340 miljoner dollar, motsvarande 2,14 miljarder kronor.